# Kyzylkum
De Kyzylkum (Oezbeeks: Qizilqum; Kazachs: Қызылқум) is met een oppervlakte van circa 298.000 km² de op tien na grootste woestijn ter wereld. De woestijn, een zand- en grindwoestijn, ligt tussen de rivieren de Amu Darja en Syr Darja, in Kazachstan, Oezbekistan en een deel van Turkmenistan. De naam betekent 'rood zand'.